# Biserica de lemn din Horoatu Cehului

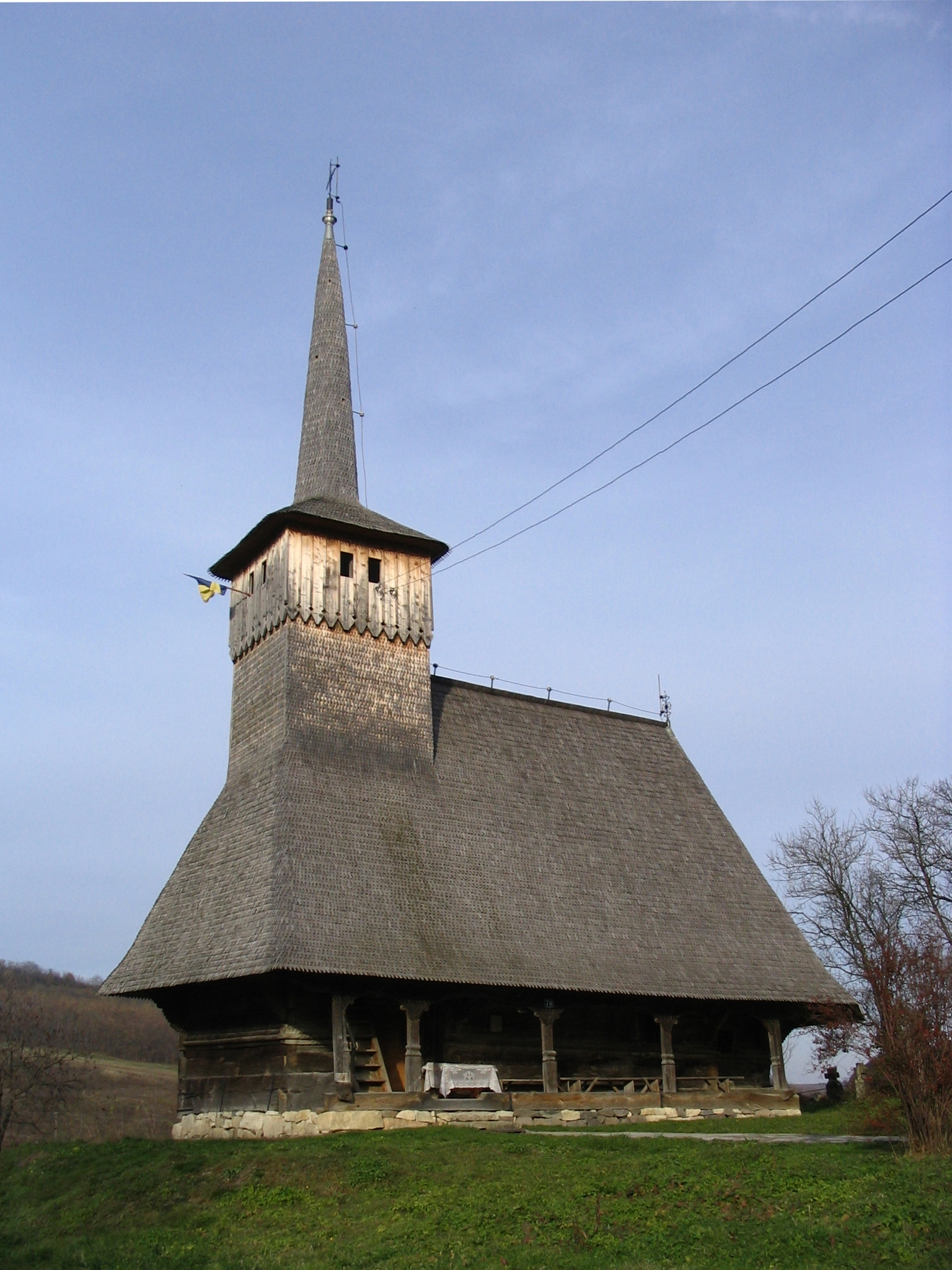
Biserica de lemn din Horoatu Cehului

Biserica de lemn din Horoatu Cehului se află în localitatea omonimă din județul Sălaj și datează din anul 1749. Biserica se află pe noua listă a monumentelor istorice sub codul LMI:  SJ-II-m-A-05063.

## Istoric și trăsături
O inscripție, parțial păstrată, glăsuiește: „Această sfântă biserică s-au început a se zidi la Anul Domnului 1747...”. A fost pictată de zugravul Ioan Prodan.